# La Sedeta
La Sedeta és una antiga fàbrica situada als carrers de Sant Antoni Maria Claret, Sícilia, Indústria i el passatge de Llavallol, al districte de Gràcia de Barcelona, catalogada com a bé amb elements d'interès (categoria C).

## Història
L'antiga fàbrica de teixits de llana i de seda de Pujol i Casacuberta va ser construïda a darrera dècada del segle xix. El conjunt va ser ampliat en diverses fases fins a ocupar tota l'illa, i després de molts anys de reivindicació veïnal, va ser rehabilitat entre 1978 i 1983, i actualment acull un centre d'ensenyament i un centre cívic.

## Descripció
Està format per un volum lineal que segueix les alineacions dels carrers. Al carrer de la Industria i al xamfrà hi ha el cos més alt, amb quatre plantes. Té façanes de maó vist amb estètica fabril on domina el buit sobre el ple. Presenta un doble pla de façana; la més exterior expressa elements propis d'una estructura portant d'arcs escarsers sobre amples pilastres i la més retirada que omple els espais generats per la primera. En aquest pla retirat apareixen les obertures que estan organitzades en eixos verticals seguint la retícula regular principal i repetint els arcs escarsers. Les dues ultimes plantes disposen de cornises de separació entre plantes. S'accedeix des del xamfrà a través d'una de les obertures que es posiciona en el centre del xamfrà i es reforçada visualment per un arc de mig punt. Aquest cos alberga l'institut.
Al carrer de Sicilia hi ha un altre cos adossat al primer però de menor alçada al disposar de tres plantes de menor alçada. Aquest havia estat un cos força simètric format per dues ales amb una part diferenciada al mig que serveix d'accés. Les façanes tenen una composició similar a la del primer cos i només varia l'última planta on divideix les obertures en dues finestres de menor dimensió. Actualment l'ala de l'esquerra està substituïda per un cos d'igual volum però de nova construcció. Aquesta intervenció ha estat força respectuosa al utilitzar el mateix material de façana i proporcions d'obertures. L'ala original alberga el centre cívic i la nova l'escola.
Al carrer de Sant Antoni Maria Claret, hi ha la façana de l'antic cos que tancava l'illa, enderrocat en el projecte de canvi d'ús. Aquesta, reforçada i estintolada amb uns murs de maó vist en forma de triangle en planta, fa de tanca del pati d'illa. Hi destaca la cornisa amb dents de serra per la seva curosa execució en obra vista de maó.
El pati d'illa, delimitat per aquests cossos arquitectònics i per una tanca lleugera que afronta al passatge de Llavallol, està dividit en dues zones: la meitat nord-oest, vinculada al centre cívic, és d'ús públic i s'organitza en dues terrasses amb un amfiteatre entre les dues. L'altre meitat és d'ús escolar.
Totes les teulades són cobertes a doble vessant de teula àrab amb canalons de recollida d'aigua, amagats pel perímetre de la façana.